# 오츠카 국제 미술관
오츠카 국제 미술관(大塚国際美術館 오쓰카고쿠사이비주쓰칸[*])은 일본 도쿠시마현 나루토시 나루토 공원 내에 있는 도판 복제를 중심으로 한 미술관이다. 도쿠시마 88경에 선정되어 있다.

## 같이 보기
- 기술복제시대의 예술작품